# Stråvalla
Stråvalla est une paroisse de l'ouest de la Suède, située dans le comté de Halland, sur le territoire de la commune de Varberg.

## Paroisses limitrophes
- Frillesås (au nord)
- Värö (au sud)

## Démographie
| Année      | 1916 | 2006 |
| ---------- | ---- | ---- |
| Population | 312  | 596  |

## Lieux et monuments
- Présence de tumuli datant de l'âge du bronze
- Église médiévale agrandie en 1768-1770